# ダミアン・プリースト
ダミアン・プリースト（1982年9月26日 - ）は、プエルトリコ系アメリカ人プロレスラーであり、現在はWWEと契約している。WWE入団前はROHなどでパニッシュメント・マルティネスとしても活動している。

## 経歴
2005年にプロレスデビュー。ニューヨークやニュージャージーなど主に東海岸のインディ団体に参戦していた。
2018年にWWEと契約し傘下ブランドのNXTで活動。NXT北米王座を獲得している。2021年にメインロースターに昇格すると、同年にはUS王座も獲得。2022年から2024年にかけてはジャッジメント・デイの一員として人気を博す中、2023年のマネー・イン・ザ・バンクを獲得。
2023年9月2日、ペイバック大会でケビン・オーエンズ&サミ・ゼイン組と開催地にちなんだピッツバーグ・スチール・シティ・ストリート・ファイト戦で対戦。ピンフォール勝ちし、統一WWEタッグ王座をフィン・ベイラーと共に獲得した。
2024年4月、レッスルマニア40Day1で行われたラダー戦形式の統一WWEタッグ王座戦に王者としてフィン・ベイラーと組み出場したが、敗北し王座陥落した。
しかし翌Day2でドリュー・マッキンタイアに対してキャッシュ・インに成功し世界ヘビー級王座を獲得した。
2024年8月、サマースラムでグンターに敗れ王座陥落した。
2024年10月、バッドブラッドでフィン・ベイラーと対戦。ジャッジメント・デイの介入に苦しみつつも、最後はピンフォール勝ちした。
2024年11月、サバイバー・シリーズでグンターと再戦するが、敗北し王座奪還に失敗した。
2025年3月、エリミネーション・チェンバー戦に参戦。脱落済みのドリュー・マッキンタイアの介入もあり、2番目に脱落。レッスルマニア41での統一WWEユニバーサル王座挑戦権を逃した。
2025年4月、レッスルマニア41でマッキンタイアとストリート・ファイト形式で対戦も、ピンフォールを奪われ敗北した。

## 得意技

### フィニッシュ・ホールド
サウスオブヘブン
シットダウン・サイド・チョークスラム。
レコニング
ヒット・ザ・ライツの名称でも使用。相手の背後からドラゴン・スリーパーの体勢でドラゴンスクリューのように自身の体を180゜錐揉み回転した勢いで相手は顔面からマットに叩きつけるローリング・カッター。

### 打撃技
エルボー
エルボー・スタンプ
バックエルボー
エルボー・ドロップ
バックバンド・チョップ
チョップ・スマッシュ
ナックル・パンチ
クローズライン
ビッグブーツ
延髄斬り
ハイキック
スピニング・ヒールキック
フライング・ニールキックと同じ技。

### 投げ技
スープレックス
スーパープレックス
バック・スープレックス
レイザーズ・エッジ
パワーボム
チョークスラム

## 入場曲
- Infamy
- Sinner
- Punishment
- Rise for the Night - 現在使用中

## 獲得タイトル
WWE
- 世界ヘビー級王座：1回
- WWE US王座：1回
- ロウ・タッグ王座 : 2回

w / フィン・ベイラー
- スマックダウン・タッグ王座 : 2回

w / フィン・ベイラー
- NXT北米王座 : 1回

ROH
- ROH 世界TV王座（1回）
- 最適なサバイバル（2017）

キーストーンプロレス
- KPWタッグ王座（1回）–マシューリドル

モンスターファクトリープロレス
- MFPWヘビー級王座（3回） 

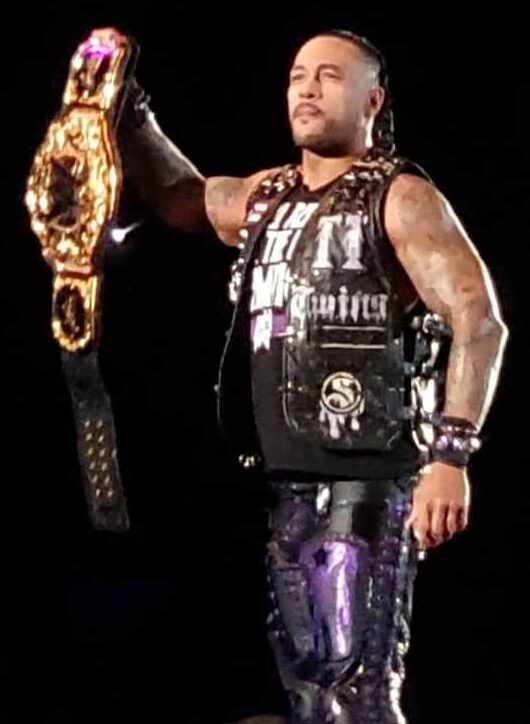
世界ヘビー級王者のダミアン・プリースト

  - MFPWタッグ王座（2回）–ブロリー（1）とQTマーシャル（1）
- MFPWインビテーショナル（2016）

PWI
- 2019年PWI500トップ500シングルレスラー166位。
- 2020年PWI500トップ500シングルレスラー108位。